# DragonHall TV
A DragonHall TV egy olyan egyedi fejlesztésű online streaming szolgáltatás, vagy webes tévé, ami elsősorban magyar szinkronos animéket és rajzfilmeket sugároz. A kínálat legjavát a Magyarországon már korábban vetített címek teszik ki, ám emellett magyar nyelven még nem látott anime sorozatokat is bemutatnak, méghozzá saját készítésű és finanszírozású magyar szinkronnal. Ezek a saját gyártású premier műsorok profi szinkronstáb és szinkronstúdió közreműködésével készülnek, a premiert követően pedig egy online videótárban is visszanézhetővé válnak. A csatorna mögött a DragonHall+ nevű nonprofit szervezet áll, melynek weboldalán a csatorna többi műsora szintén visszanézhető. A társaság önköltségen működik, kizárólag adományokból tartja fenn magát.
Magyar csatornahangja Tamási Nikolett szinkronizáló színésznő.

## Története

### 2016-2017
A csatorna első tesztvetítései már 2016 év végétől kezdődően megindultak, majd 2017. januárjától láthatóak voltak, akkor még mindössze hétvégenként, néhány műsorral és egy saját gyártású szinkronos premierrel, a WataMote című anime komédia sorozattal. A gyakori, sokszor igen komoly stabilitásbeli problémák végül meghiúsították a rendszeres műsorszolgáltatást és egy éles adás megkezdését, így a csatorna a műsorszórást végül beszüntette.

### 2019–2020
2019. szeptember 9-én indult el a csatorna máig tartó éles adása, azzal a nem titkolt céllal, hogy valamiképpen betöltse a 2014. április 1-én megszűnt Animax nevű tévécsatorna által keletkezett űrt. Adásideje is ahhoz hasonlóan azóta is minden nap 20:00-tól 00:00-ig tart, ám mivel nem tekinthető hivatalos tévécsatornának, kizárólag a világhálón érhető el webtévéként. A csatorna a hasonló arculat mellett az egykori tematizált műsorstruktúrát is átmentette és továbbfejlesztette, ami minden nap eltérő műfajú blokkokba osztja a 21:00-ra, illetve csütörtökönként a 22:00-ra, szombatonként 20:00-ra tervezett főműsoridős sorozatait. A blokkok kiosztása jelenleg a következő:
- Hétfő: Shounen Hétfő.
- Kedd: Sci-Fi Kedd.
- Szerda: Fantasy Szerda.
- Csütörtök: Horror Csütörtök.
- Péntek: Romantikus Péntek.
- Szombat: Kodomo Szombat
- Vasárnap: Mozi Vasárnap

Az Animax eredeti blokk-rendszerét a hétvégére is kiterjesztve alakult ki egy olyan új felállás, ami több műfaji kategóriát használ elődjénél, így szerdánként fantasy-, csütörtökönként horror- vagy krimi-, szombatonként pedig a fiatalabb korosztályt célzó sorozatok kerülnek adásba. A vasárnapi napon mindig egy egész estés mozifilm kerül adásba - színesítve a kínálatot - valamint a szombati nappal egyetemben a heti tematikus műsorok ismétléseire kerül sor. Ezen felül minden hétköznap látható sorozatok is futnak még a csatornán. A várható két havi műsorújságot a minden páratlan hónapban megjelenő AniMagazin nevű ingyenes online animés magazinban közlik.

### 2020-től napjainkig
Egy bő fél éves stabil működést követően 2020. április 23-án került adásba a csatorna második saját gyártású magyar szinkronos sorozata, az Elfen Lied. A Horror Csütörtök kínálatában bemutatott vérgőzös szériát augusztus 2-án az Ő, és a cicája ~Minden múlandó~ című érzelmes rövidfilm követte. Az első saját szinkronos sorozathoz, a WataMotéhez hasonlóan ezek is felkerültek a csatorna online videótárába, ahol bármikor visszanézhetővé váltak.
A webszolgáltató Facebook oldalán meghirdetett és lefolytatott közönségszavazás végére a nézők négy lehetséges következő saját szinkronos projekt jelöltet ajánlhattak a vezetőség számára, amelyekből végül a Steins;Gate című időutazós sci-fi animére esett a választás. A társaság azóta még további öt anime rövidfilmhez, illetve epizódhoz készített saját szinkront, amelyeket azonban csak a csatorna támogatóival osztottak meg, tévéadásba ezek a műsorok azóta sem kerültek.
2022 szeptemberében a csatorna bejelentette, hogy a Steins;Gate tényleges szinkronmunkálatai megkezdődtek.